# جو فاريل
جو فاريل (بالإنجليزية: Joe Farrell)‏ (13 فبراير 1994 في الولايات المتحدة - ) هو لاعب كرة قدم أمريكي في مركز الدفاع.

## وصلات خارجية
- جو فاريل على موقع قاعدة بيانات كرة القدم.إي يو (الإنجليزية)